# Битва біля Чивітате
Битва при Чивітате (18 червня 1053 року) — битва між нормандською армією на чолі з графом Аверським Річардом Дренго, графом Мельфійським Онфруа Отвілем і його братом Робертом Отвілем «Гвіскаром» з одного боку, та армією папи Лева IX з іншого. Завершилась перемогою нормандців та ув'язненням папи. Перемога нормандців у цій битві у довгостроковій перспективі призвела до виникнення міцного союзу між папським Римом і нормандськими державами Південної Італії.

## Передісторія
До 1050 року нормандці контролювали значні території Південної Італії, створивши дві держави — Аверське графство (з 1048 року ним правив Річард Дренго) та Апулійське графство (з 1052 року правив Онфруа Отвіль). 1047 року обидва графства було визнано імператором Генріхом III як своїх безпосередніх васалів, та за його вказівкою норманські сили окупували Беневентське князівство — лангобардське князівство, формально васальну територію Святого престолу. Обидві держави вели непримиренну війну проти Візантії, яка утримувала до того періоду Калабрію, «п'яту» Апулії та кілька міст на адріатичному узбережжі. Ведучи постійні війни, нормани не гребували грабунками міст і монастирів.
Папа Лев IX (1049—1054) і візантійський катапан (намісник) Аргір дійшли висновку щодо необхідності спільного виступу проти нормандців. До цього ж союзу папа намагався залучити лангобардського князя Салерно Гваймара IV, проте останній, будучи пов'язаним з нормандцями багаторічним союзом, відмовив понтифіку. Після загибелі Гваймара IV його наступник Гізульф II зайняв позицію вичікування. Таким чином, до 1053 року проти норманів сформувалась коаліція Рима й Візантії.
Папа Лев IX сформував армію зі швабських найманців, до яких приєднались низка місцевих правителів: герцог Гаети, графи Аквіно й Теано, єпископ Амальфі. Папська армія у червні 1053 року перетнула кордон Папської держави для того, щоб з'єднатись у північній Апулії з візантійцями, якими керував Аргір.
Назустріч папській армії висунулось норманське військо, що складалось із трьох загонів: з графства Аверси на чолі з Річардом Дренго, з Апулії на чолі з графом Онфруа Отвілем та з Калабрії на чолі з Робертом Гвіскаром. Головним тактичним завданням норманів було не допустити з'єднання двох ворожих до них армій. 17 червня 1053 року нормани й папська армія зустрілись при Чивітате.

## Битва
Оскільки зволікання загрожувало підходом візантійців на чолі з Аргіром на допомогу папі, нормани вранці 18 червня 1053 року почали битву.
Норманська армія, яка налічувала не більше 3000 кінних лицарів і близько 500 піхотинців, була розділена на три загони: граф Аверси Річард — на правому фланзі, граф Апулії Онфруа — в центрі, Роберт Гвіскар — на лівому фланзі.
Папська армія, що налічувала близько 6000 воїнів, складалась із двох загонів: 700 швабських найманців, кістяк війська, в центрі (навпроти Онфруа Апулійського), союзники — італійці й лангобарди — на лівому фланзі (навпроти Річарда Аверського). Папа Лев IX, який через свій сан не брав участі в битві, перебував у місті Чивітате, а його армією командував беневентський ректор Рудольф. Дві ворожі армії розділяв невисокий пагорб.
Атаку розпочав Річард Аверський — його загін без труднощів повалив стрій італійців і лангобардів та розпочав їх переслідування. В центрі загін графа Онфруа й Роберт Гвіскар, який прийшов йому на допомогу, стикнулись із вимуштруваними швабськими найманцями. Підсумок битви залишався незрозумілим до того моменту, коли Річард припинив переслідування втікачів і повернувся на поле бою. Об'єднані три загони норманів винищили всіх швабських найманців. Жителі міста Чивітате, побачивши результат битви, видали папу Лева IX норманам.

## Підсумки битви
Переможеного папу Лева IX нормани зустріли на колінах. Папу з почестями проводили до Беневенто, де, незважаючи на зовнішні прояви поваги, Лев IX залишався в полоні дев'ять місяців — до 12 березня 1054 року. Угода, після підписання якої папа отримав свободу, не збереглась, але загальний її зміст не викликає сумнівів. Лев IX визнав два нормандських графства Аверсу й Апулію та зобов'язався не укладати союз із Візантією.
У довгостроковій перспективі поразка Лева IX й подальше примирення з норманами стало першим кроком у формуванні взаємовигідного союзу між папством і норманськими володарями Південної Італії. Вже 1059 року Річард Дренго, який до того моменту посів трон Капуї, та Роберт Гвіскар, наступник свого брата Онфруа, визнали себе васалами папи. Упродовж наступного півстоліття чотири папи: (Миколай II, Олександр II, Григорій VII і Віктор III) успішно боролись зі своїми політичним супротивниками за допомогою норманських правителів. У свою чергу нормандці за підтримки пап, завершили завоювання Південної Італії, а потім і Сицилії, заснувавши нормандське Сицилійське королівство.